# Eu Não Conhecia Tururú
Eu Não Conhecia Tururú é um filme de comédia dramática brasileiro de 2002 dirigido por Florinda Bolkan. É estrelado por Florinda Bolkan, Maria Zilda Bethlem, Suzana Gonçalves e Ingra Liberato e narra história de quatro irmãs que se reencontram no interior do Ceará depois de muito tempo para o casamento de uma delas. O elenco secundário é composto por Lídia Mattos, Fernando Alves Pinto, Duse Nacaratti e Grace Gianoukas.

## Sinopse
No Ceará, uma família de classe média alta se reúne para o casamento de uma das quatro irmãs. Todas as irmãs vivem no exterior, exceto a que está prestes a se casar. Tal ocasião é o primeiro encontro delas após anos afastadas devido a circunstâncias da vida. Esse retorno provoca diversos sentimentos por conta de reencontros e novas descobertas entre elas.

## Elenco
- Maria Zilda Bethlem como Rose Soares Barbosa
- Florinda Bolkan como Eleonora Soares Barbosa
- Suzana Gonçalves como Carmen Soares Barbosa
- Lídia Mattos como Letícia Soares Barbosa
- Ingra Liberato como Isabel Soares Barbosa
- Fernando Alves Pinto como Dagoberto "Dodô"
- Duse Nacaratti como Prudência Soares Barbosa
- Grace Gianoukas como Maria Felícia
- Luiza Falcão como Júlia
- Valentina Vicario como Selvaggia
- Marta Pessoa Noêmia
- Herson Capri como Gil
- Daniel Dias como José Raimundo Saboya/ Daniel Saboya
- Raul Gazolla como noivo de Rose

## Produção
O filme marca a estreia da atriz Florinda Bolkan na direção de longas-metragens. O roteiro foi escrito por ela, em conjunto com Orlando Senna e a atriz Maria Zilda Bethlem, que também atua e produz o filme. As gravações ocorreram no Ceará.

## Lançamento
O filme estreou no Festival de Gramado em 4 de agosto de 2000, onde foi selecionado para a mostra principal de longas-metragens brasileiros. A estreia mundial ocorreu em 25 de setembro de 2000 na Espanha, no Festival Internacional de Cinema de San Sebastián.
No Brasil, o lançamento comercial ocorreu apenas em 10 de maio de 2002.

## Recepção

### Resposta dos críticos
Mário Sérgio Conti, escrevendo para a Folha de S.Paulo, fez uma crítica negativa ao filme, sobretudo ao desenvolvimento da história e a desconexão da produção com a realidade do estado do Ceará, como por exemplo o sotaque dos atores. Ele disse que: "Há três filmes embolados, trocando bordoadas entre si, dentro de Eu Não Conhecia Tururú: um documentário de propaganda do Ceará, um manifesto lésbico e uma comédia de costumes. O que os une é o primarismo."

### Prêmios e indicações
No Festival de Cinema e TV de Natal, a atriz Ingra Liberato foi premiada como melhor atriz coadjuvante. Já no Festival de Gramado de 2000, o filme conquistou dois Kikitos, de melhor atriz para Maria Zilda Bethlem e melhor atriz coadjuvante para Lídia Mattos. Concorreu na competição de melhor longa-metragem brasileiro, entretanto não se saiu vitorioso.